# 일루전 (기업)
일루전(일본어: イリュージョン, 영어: Illusion)는 일본의 비디오 게임 회사이다. 주로 성인용 비디오 게임을 제작및 판매를 한다.

## 게임 발매 목록
- 《데스 블러드》 (1997년 12월 26일)
- 《데스 블러드 2》 (1998년 6월 11일)
- 《비코》 (1999년 5월 14일)
- 《DANCINGCATs》 (2000년 1월 1일)
- 《데스 블러드 3》 (2000년 1월 14일)
- 《브리티쉬 마인》 (2000년 9월 14일)
- 《데스 블러드 레이싱》 (2001년 3월 9일)
- 《비코 2:리버리블 페이스》 (2001년 1월)
- 《레퀴엠 헌트스》 (2001년 6월 29일)
  - 《레퀴엠 헌트스:레이닝 에스피》 (예정)
- 《인터렉트 플레이 VR》 (2001년 8월 21일)
- 《배틀 랩퍼》 (2002년 4월 19일)
- 《데스 블러드 4:로스트 어온》 (2000년 1월 14일)
- 《섹시 비치》 (2002년 12월)
- 《데스 블러드 VR》 (2003년 6월 7일)
- 《섹시 비치 2》 (2003년 7월 11일)
  - 《지쿠 치쿠 비치》 (2003년 12월 9일)
- 《비코 3》 (2004년 1월 30일)
- 《A-GA》 (2004년 6월 25일)
- 《인공 소녀》 (2004년 7월 23일)
- 《인공 소녀 2》 (2004년 11월 26일)
- 《배틀 랩퍼 2》 (2005년 4월 22일)
- 《오파이 슬라이더 2》 (2005년 11월 25일)
- 《래피 레이》 (2006년 4월 21일)
  - 《보트 플레이》 (예정)
- 《섹시 비치 3》 (2006년 9월 29일)
  - 《섹시 비치 3 플러스》 (2006년 12월 15일)
- 《스쿨 메이드》 (2007년 5월 25일)
  - 《스쿨 메이드 스위트!》 (2009년 2월 27일)
- 《인공 소녀 3》 (2007년 11월 30일)
  - 《인공 소녀 3:프라이버시 디스크》 (2008년)
  - 《인공 소녀 3:하나아》 (2008년 6월 2일)
  - 《인공 소녀 3:하나아 프라이버시 디스크》 (2008년)
- 《하코》 (2008년 10월 10일)
- 《@홈 메이드》 (2009년 5월 29일)
- 《용사에서 원, 도망쳐 수 없다!》 (2009년 10월 2일)
- 《리얼 카노조》 (2010년 2월 19일)
- 《스쿨 메이드 2》 (2010년 6월 25일)
- 《섹시 비치 제로》 (2010년 10월 29일)
- 《인공 아카데미》 (2011년 6월 10일)
- 《와커리!》 (2011년 11월 11일)
- 《러브 걸스》 (2012년 2월 24일)
- 《오르스가 슈진쿠쿠》 (2012년 5월 25일)
- 《해피 엔드 트리거》 (2012년 10월 12일)
- 《프리미엄 플레이 다커스》 (2013년 1월 25일)
  - 《프리미엄 스튜디오 프로》 (2013년 4월 19일)
- 《무수마중!》 (2013년 7월 26일)
- 《임모랄 워드》 (2013년 11월 1일)
- 《리얼 플레이》 (2014년 3월 7일)
- 《인공 아카데미 2》 (2014년 6월 13일)
  - 《인공 아카데미 2:애드온 세트》 (2014년 8월 29일)
  - 《인공 아카데미 2:애드온 세트 2》 (2014년 10월 31일)
- 《하렘 메이트》 (2014년 12월 26일)
- 《플레이 클럽》 (2015년 4월 24일)
  - 《플레이 클럽 스튜디오》 (2015년 7월 10일)
- 《섹시 비치 프리미엄 리조트》 (2015년 9월 11일)
- 《세쿠로스피아》 (2016년 4월 28일)
- 《허니 세트》(2016년 9월 9일)
  - 《허니 세트 파티》 (2017년 4월 28일)
- 《플레이 홈》 (2017년 11월 13일)